# Vähä-Huituri
Vähä-Huituri är en ö i Finland. Den ligger i Bottenviken och i kommunen Torneå i den ekonomiska regionen  Kemi-Torneå i landskapet Lappland, i den norra delen av landet. Ön ligger omkring 110 kilometer sydväst om Rovaniemi och omkring 620 kilometer norr om Helsingfors.
Öns area är 13,3 hektar och dess största längd är 0,6 kilometer i öst-västlig riktning.